# Csukás István-díj
A Csukás István-díjat (röviden: CSID) 2014 augusztusában alapította Őze Áron, a Pesti Magyar Színház igazgatójaként. A díj nyertesei az ifjúsági és gyermekirodalmi műfajban tevékenykedő színházak, szakmai szervezetek vagy intézmények által beküldött művek lehetnek, meghívásos pályázat keretében, ezzel is megerősítve a gyermekelőadások alapjául szolgáló új magyar írások megrendelését, megjelenését és népszerűsítését. A kuratórium elnökségét maga a névadó író, Csukás István vállalta.

## A díjról
Bár Őze Áron a díjat eredetileg a Pesti Magyar Színház számára alapította és álmodta meg annak igazgatójaként, leváltása (2015. január) után azonban a színház új vezetése már nem fogadta be a kezdeményezést. Perczel Enikő szorgalmazására a kuratóriumi tagok egybehangzó döntése alapján azonban életben tartották a díjat.
A pályázat meghívásos. A pályaműveket a kulturális intézményekhez, kiadókhoz, konkrét szerzőkhöz és dramaturgokhoz eljuttatott pályázati felhívásra várják. A beérkezett beadványokat a darabokkal kapcsolatos fontosabb tudnivalókkal (a kuratóriumi tagok ajánlása, a mű szinopszisa) egy részletes adatbázisba gyűjtik. Bizonyos pályaműveket teljes szöveggel is közzétesznek a díj honlapján. A Petőfi Irodalmi Múzeum a megalapítás óta támogatója és helyet biztosít a megbeszéléseknek a döntéshozatal során.
A nyertes darabok mindig a következő évadtervben jelennek meg, mint a magyarországi színházak nagyszínpadi vagy kamaraszínházi bemutatójának egyike. A díj az évről évre beérkező írások bemutatását szeretné országszerte elősegíteni, illetve – ez által is – megkönnyíteni a szakmai műhelyek közötti kommunikációt. Ügynöki feladatokat nem lát el, a darabok jogainak közvetítésében nem vesz részt, de a kapcsolatfelvételben segítséget nyújt.
Az első pályázat lezárása 2014 decemberében volt. Az első díjakat 2015. április 11-én az alapító Őze Áron adta át a budapesti Mesemúzeumban, a magyar költészet napja alkalmából tartott ünnepségen. A meghirdetett pályázatra 33 pályamű érkezett, amelyből 31 felelt meg teljesen a kiírásnak.
2015-ben a díj mögé állt a Meritum Arts Management Kft., mely ellátja a díj működtetésével járó pénzügyi és jogi menedzsment feladatokat, elősegíti az anyagi és pedagógiai háttér biztosítását, a rendezvények lebonyolítását, a díjátadó megszervezését és a kiadványok elkészítését. E mellett a kuratórium taglétszáma is megnőtt. A tervek között szerepel, hogy a három díjazott művet egy szakmai plénum előtt megrendezett felolvasó színházi esten is bemutatják.
2016. január 31-ig 24 szerzőtől 30 gyerek és ifjúsági mű érkezett a meghívásos pályázatra, azonban mivel csak kevés felelt meg a díj kuratóriuma által felállított szempontrendszernek, csak egy művet díjaztak. A nyertes szerző a Herendi Porcelánmanufaktúra által készített egyedi díjat és oklevelet kapott, alkotása pedig lehetőséget kap arra, hogy egy rendezővel és egy dramaturggal közös műhelymunka után bemutassák a dunaújvárosi Bartók Kamaraszínház és Művészetek Házában. A díjátadón a 2015-ben díjazott művekből készült kiadványokat is bemutatták, amelyek nyomtatásban való megjelenését és az átadási ünnepségének megvalósítását a Nemzeti Kulturális Alap támogatta.
2017-től már bemutatott darabokkal is lehet majd nevezni.

## A kuratórium
A kuratórium elnöke
- a névadó író, Csukás István.

A kuratórium tagjai
2014–2015-ben
- Őze Áron színész, rendező,
- Balázs Ágnes,
- Berg Judit,
- Szabó Borbála,
- Böszörményi Gyula és
- Jeney Zoltán írók,
- Perczel Enikő dramaturg és
- Göttinger Pál rendező.

2015–2016-ban
- Balázs Ágnes,
- Berg Judit,
- Böszörményi Gyula és
- Jeney Zoltán írók
- Kis-Péterfy Márta költőnő, az Alma együttes dalszövegírója,
- Csekő Krisztina irodalmár
- Balassa Eszter,
- Balatoni Mónika dramaturg, rendező,
- Perczel Enikő dramaturg,
- Göttinger Pál rendező,
- Őze Áron színész, rendező, színigazgató és
- Sipos Imre színművész, drámapedagógus.

## Díjazottak
- 2014/2015

Dóka Péter: A sajtkirály
Gődény Balázs: Mesélj mesét!
Mikó Csaba: Kövérkirály
- 2015/2016

Simon Réka Zsuzsanna: Pajzsika, Pimpó és az Ezerjó Lovagrend